# Утар Прадеш
Утар Прадеш је држава Индије са највише становника. Налази се у густо насељеној и плодној низији Ганга. Граничи са Непалом и са индијским државама Утаранчал, Химачал Прадеш, Харајана, Делхи, Раџастан, Мадја Прадеш, Чатисгар, Џарканд и Бихар. Главни град је Лакнау. Други значајни градови су Алахабад, Агра, Матура, Алигарх, Варанаси, Канпур и Горакпур. Утар Прадеш има 199 милиона становника и представља најнасељенију државу Индије. Више становника од Утар Прадеша имају само Кина, САД, Индонезија и Бразил. Службени језик је хинди, а урду је други језик.

## Историја
Утар Прадеш је значајан за историју хиндуизма, као и за историју античке Индије. Онај ко је контролисао Утар Прадеш контролисао је велики део Индије. Први аријски народи су стигли 2.000. п. н. е. То је била ведска фаза индијске цивилизације. Подручје се звало Аријаварта (аријска земља) или Баратварша (краљевство Барата, важног аријског краља). После тога Аријци су се селили у друге делове Индије и дошли су до Керале и Шри Ланке. Античко хиндуско краљевство Косале у Ајођи ту је било лоцирано, и ту је владао Рама из Рамајане, а Кришна је рођен у том подручју у Матури. Махабхарата ратови су се дешавали између Утар Прадеша и Делхија. Касније је био у саставу Маурија царства, Гупта царства и Кушанског царства.
После муслиманских инвазија и пада Раџпута различити муслимански султанати су владали из Делхија. Утар Прадеш постаје срце Могулског царства после освајања Индије од стране Бабура 1526. Агра и Фатехпур Сикри су били главни градови током власти великог могулског цара Акбара Великог. Лакнау су основали муслимански наваби у 18. веку. Могули су владали готово целим Индијским потконтинентом. Кад се распадало Могулско царство Утар Прадеш је био њихова задња територија. Током друге половине 18. века Британци овладавају подручјем. Утар Прадеш је одиграо централну улогу у индијској борби за независност. Из града Алахабада потиче 5 индијских председника владе: Џавахарлал Нехру, Индира Ганди, Бахадур Шастри, Вишванат Пратап Синг и Раџив Ганди. Од Утар Прадеша се 2000. отцепио део Утаранчал, који је постао нова индијска држава.

## Географија
Састоји се од три различита географска региона
1. Хималаја на северу, где је планински терен. Већина тога подручја је постала део Утаранашала
2. Низија Ганга у центру, са јако плодним алувијалним тлом
3. Виндија планине и височје на југу

Клима је тропска монсумска, али постоје разлике зависно о надморској висини

## Региони, дистрикти
Састоји се од 70 дистриката, који су груписани у 17 већих административних јединица. Утар Прадеш се састоји од Доаб региона, који иде дуж западне границе од севера до југа, Рохилканд је на северу, Авад је у центру, а Багелканд и Бунделканд су на југу, а југозападни део се назива Пурваншал.

## Економија и туризам
Утар Прадеш има јако плодну земљу. У сточарству чини 78% сточарства Индије. Ту се производи 47% индијске производње крумпира, 45% шећерне репе, 38% пшенице, 30% шећера, 20% дувана. Утар Прадеш привлачи јако много туриста. Огроман број туриста долази да посети Таџ Махал у Агри. У Агри је значајна туристичка атракција тврђава Агра, а познат је и Акбаров главни град Фатепур Сикри крај Агре. Милиони туриста и ходочасника посећује Алахабад, Варанаси и Харидвар, који се сматрају најсветијим местима Индије. Варанаси се сматра другим најстаријим градом света након Јерусалима. Познат је по својим степеницама крај реке Ганг, која су стално попуњена људима, који урањају у свету реку Ганг. На око 13 km од Варанасија налази се Сарнат, где је Буда одржао прву проповед након просветлења. Због тога је то место ходочашћа за будисте. У Сарнату се налази и Ашокина ступа.

## Највећи градови
(Према попису из 2011)
| Град      | Становника |
| --------- | ---------- |
| Канпур    | 2.920.067  |
| Лакнау    | 2.901.474  |
| Газијабад | 2.358.525  |
| Агра      | 1.746.467  |
| Варанаси  | 1.435.113  |
| Мирут     | 1.424.908  |
| Алахабад  | 1.216.719  |
| Барејли   | 979.933    |

## Галерија
- Варанаси се налази на реци Ганг и привлачи хиљаде хиндуских ходочасника сваке године
- Таџ Махал у Агри је најпознатији споменик Индије
- Мапа Утар Прадеша